# 埃德蒙·威克姆·劳伦斯
埃德蒙·威克姆·劳伦斯（英語：Sir Edmund Wickham Lawrence，1932年2月14日—），2013年至2015年任圣基茨和尼维斯的总督。他于2013年1月1日午夜宣誓就职。埃德蒙爵士于1951年至1954年在圣基茨的小学任教。他于1966年毕业于伦敦大学，获得经济学学位。
从伦敦大学毕业后，埃德蒙爵士于1967年至1969年在伦敦的沃尔布鲁克学院（Walbrook College）任教，之后回到圣基茨。
1970年，埃德蒙爵士成立了圣基茨-尼维斯-安圭拉国家银行 ，其资产已从75,000美元增长至10亿美元以上，成为东加勒比海地区最大的本地银行。埃德蒙爵士还于1972年成立了国家银行信托公司（NBTC），于1973年成立了国家加勒比保险公司（NCIC），于2001年成立了圣基茨和尼维斯抵押投資公司（MICO），共同组成了国家银行集团公司。
他是加勒比共同体（CARICOM）的土著商业银行首席执行官常设委员会（现称加勒比银行协会）的创始成员。1971年至2012年之间，埃德蒙爵士在圣基茨和尼维斯以及整个东加勒比海地区的私营和公共部门的公司中担任过多个高级行政职位和董事职务。
1999年新年授勋中，埃德蒙爵士被授予最優秀的大英帝國勳章（OBE）。
2009年，他被授予国家荣誉“功勋之星伴侣”（CSM）。
2010年，英国女王伊丽莎白二世陛下在白金汉宫授予埃德蒙爵士最卓越的圣米迦勒及圣乔治勋章（KCMG），以表彰他对银行业和金融业的贡献。
2013年，女王伊丽莎白二世陛下授予埃德蒙爵士最卓越的圣米迦勒及圣乔治大十字勋章（GCMG）。
埃德蒙爵士是卫理公会教徒。埃德蒙爵士与胡尔达（Hulda）夫人结婚，他们有六个孩子。